# Wieland Wagner
Wieland Adolf Wagner (Bayreuth, 5 januari 1917 - München, 17 oktober 1966) was een Duits regisseur en zoon van Siegfried Wagner en Winifred Wagner.
Van 1938 tot 1943 legde hij zich onder leiding van Ferdinand Staeger in München op de schilderkunst toe. Vanaf 1940 studeerde hij muziek bij Kurt Overhoff. Zijn eerste regiewerk deed hij in Neurenberg (1942 - 1944). Samen met zijn broer Wolfgang Wagner had Wieland Wagner van 1951 af de leiding over de Festspiele in Bayreuth. Daar regisseerde hij bijna alle opera's van zijn grootvader Richard Wagner in een destijds ophefmakende stijl, die gebaseerd was op de psychoanalyse en gekenmerkt werd door grote soberheid en de toepassing van lichteffecten. Zijn invloed op de hedendaagse opera is nog steeds duidelijk zichtbaar.